# Olivenebula oberthuri
Olivenebula oberthuri là một loài bướm đêm trong họ Noctuidae.